# Vasîlkove, Zinkiv
Vasîlkove (în ucraineană Василькове) este un sat în comuna Șîlivka din raionul Zinkiv, regiunea Poltava, Ucraina.

## Demografie
Componența lingvistică a localității Vasîlkove
     Ucraineană (100%)
Conform recensământului din 2001, toată populația localității Vasîlkove era vorbitoare de ucraineană (100%).